# Saint-Guillaume
Saint-Guillaume è un comune francese di 274 abitanti situato nel dipartimento dell'Isère della regione dell'Alvernia-Rodano-Alpi.

## Società

### Evoluzione demografica
Abitanti censiti